# Vicarious (公司)
 Vicarious是位於舊金山灣區加州的人工智慧公司，該公司正根據理論，以大腦的计算原理来打造可以像人類一样進行思考和学习的軟體。 

## 創始人
该公司由D. Scott Phoenix和Dileep George博士于2010年创立。 在他們共同创立Vicarious之前，Phoenix是創始人基金的入駐企業家和Frogmetrics的執行長，Frogmetrics是他透過Y Combinator的育成计划共同创立的觸控螢幕分析公司。George博士則曾在斯坦福大学攻讀博士学位期間担任Numenta 公司的首席技術長。Numenta公司由傑夫·霍金和Donna Dubinsky（ 他們也是PALM公司， Handspring公司的創始人）共同创立。 

## 资金
该公司成立于2011年2月並获得了多項融資，投資方包括創始人基金（Founders Fund）、达斯廷·莫斯科维茨、亞當·安捷羅（前Facebook的首席技術長和Quora的共同創始人）、Felicis Ventures和Palantir共同創辦人喬‧隆斯戴爾（Joe Lonsdale）。 在2012年8月的A轮融资中又筹集了1500万美元。 该轮由Good Ventures牵头，創始人基金、Open Field Capital及Zarco Investment Group也有参與。 
该公司在B轮融资中获得了4000万美元。 這次由馬克·祖克柏、伊隆·马斯克、彼得·泰爾、維諾德·柯斯拉和艾希頓·庫奇等知名人士牵头。  后来亚马逊公司執行長杰弗里·贝索斯、雅虎共同創辦人杨致远、Skype共同創辦人Janus Friis和Salesforce.com執行長Marc Benioff 也參與了投資。 

## 遞迴皮質網路
Vicarious所开发的机器学习軟體是基於人脑的计算原理，其中有種軟體是被称作遞歸皮質網路（RCN）的视觉系统，它是一种生成式的圖形視知覺系统，以类似于人类的方式解释照片和影片的内容，且其運作方法兼顧了感覺資料、數學專業和生物学合理性。  2013年10月22日，Vicarious攻克了CAPTCHA ，宣布其模型能够可靠地解决现代CAPTCHA的问题，在使用一种文字樣式进行训练的情況下，其文字辨識率可达90％或更高。 但是，早期CAPTCHA的先驱和reCAPTCHA的创始人路易斯·馮·安對此表示怀疑，他说：“由於每隔几个月就會看到這樣的消息，這難以打動我。”他指出，自2003年以来，已经有50个与Vicarious類似的主张。 后来，Vicarious在同行評審雜誌《 Science》上发表了他们的研究結果，表明他们確實破解了這種常見的測驗。 
Vicarious表示其AI並非专门为验证码设计的，能成功完成的任务是其先进视觉系统所致。由于Vicarious的演算法是受人脑啟發，因此也能够辨識照片、影片和其他视觉資料。 
遞歸皮質網路使用馬可夫網路对图像进行切割（类似于视觉皮层），并透過由側向连接组成的层次结构对其进行处理。 该結構下的模型具有极高的資料效率（較传统的深度神經網路高出了近90万倍）。RCN所屬的模型結合了因果模型和Vicarious近期創造的概念归纳系统。 